# Las Stocki
Las Stocki – wieś w Polsce położona w województwie lubelskim, w powiecie puławskim, w gminie Końskowola. 
Wieś stanowi sołectwo gminy Końskowola. Według Narodowego Spisu Powszechnego z roku 2011 wieś liczyła 211 mieszkańców.
W latach 1975–1998 miejscowość administracyjnie należała do ówczesnego województwa lubelskiego.
| SIMC    | Nazwa     | Rodzaj    |
| ------- | --------- | --------- |
| 1023670 | Okręglica | część wsi |

Wierni Kościoła rzymskokatolickiego należą do parafii Parafia św. Klemensa i św. Małgorzaty w Klementowicach.

## Bitwa w Lesie Stockim
24 maja 1945 w pobliżu wsi rozegrała się bitwa pomiędzy 200-osobowym zgrupowaniem partyzantów AK-DSZ pod dowództwem majora Mariana Bernaciaka ps. "Orlik" a funkcjonariuszami NKWD, UB i MO (ok. 680 plus 5 pojazdów pancernych). Tę zwycięską bitwę stoczono przy wsparciu oddziału dywersji terenowej Podobwodu B pod komendą ppor. Czesława Szlendaka ps. "Maks" pod Lasem Stockim. Po całodziennej walce zginęło 16 funkcjonariuszy NKWD oraz 10 funkcjonariuszy MO i UB, w tym kpt. Henryk Deresiewicz, naczelnik Wydziału do Walki z Bandytyzmem WUBP w Lublinie i por. Aleksander Ligęza, zastępca szefa PUBP w Puławach.
Na terenie wsi znajduje się pomnik z napisem upamiętniającym to wydarzenie i listą poległych partyzantów. Byli to: kpr. Ryszard Pawelec ps. "Spłonka",
Jan Piecyk ps. "Niezapominajka", Roman Szymonik ps. "Bystry", Zdzisław Szczęsny ps. "Stracony", Zdzisław Pastuszko ps. "Karaś", Józef Jeżewski ps. "Szczyt", Wacław Buksiński ps. "Budzik" oraz czterech żołnierzy o nieznanych nazwiskach.